# Phylica calcarata
Phylica calcarata är en brakvedsväxtart som beskrevs av Neville Stuart Pillans. Phylica calcarata ingår i släktet Phylica och familjen brakvedsväxter. Inga underarter finns listade i Catalogue of Life.